# Johann Christian Friedrich Zell
Johann Christian Friedrich Zell (auch: Zelle; * um 1730 in Stuttgart; † 23. Juli 1785 in Hannover) war ein deutscher Goldschmied und Hof-Juwelier.

## Leben
Johann Christian Friedrich Zell durchlief seine Ausbildung bei seinem Vater in Stuttgart und hielt sich anschließend an verschiedenen Orten auf. Ab 1753 wohnte er in Hannover, wo er 1755 bei dem Goldarbeiter und Concessionisten Peter Jacob Calliard als Geselle tätig wurde. Im selben Jahr erhielt Zell die Genehmigung, seinen Beruf ein Jahr lang auszuüben, ohne dadurch zunächst jedoch gildeberechtigt zu sein. Die Aufnahme sollte erst anschließend erfolgen.
Am 17. Juli 1756 leistete Zell zunächst den Bürgereid der Calenberger Neustadt, an die er auch das Bürgergeld zahlte. Am 29. Juli des Jahres heiratete er Fräulein Sophie Margaretha Friderica Dill.
1758 wurde Zell zum Vorsteher des Goldschmiedeamtes der hannoverschen Altstadt gewählt, zehn Jahre später 1768 als „Hofjuwelier und Goldarbeiter“ erwähnt. Laut der Meisterliste vom 24. November desselben Jahres war er seinerzeit – neben „F. P. Bundsen“ – einer der beiden Amtsvorsteher.
Zell starb im Alter von 55 Jahren und wurde an der Kreuzkirche beigesetzt.